# Oskar Hübschmann
Oskar Hübschmann (* 12. April 1908 in Frankfurt am Main; † 23. Januar 1942 in der Strafanstalt Plötzensee, Berlin) war ein deutscher Arbeiter und Opfer der NS-Kriegsjustiz.

## Leben und Tätigkeit
Hübschmann war das sechste Kind eines Oberpostschaffners. Bis 1931 arbeitete er als kaufmännischer Angestellter. Anschließend war er längere Zeit erwerbslos.
1932 trat Hübschmann in die Kommunistische Partei Deutschlands (KPD) ein. Außerdem wurde er zu dieser Zeit Funktionär bei der Internationalen Arbeiterhilfe (IAH) im Bezirk Hessen-Frankfurt, nachdem er dieser Organisation bereits seit 1929 angehört hatte.
Nach dem Machtantritt der Nationalsozialisten im Frühjahr 1933 und dem Verbot der kommunistischen Organisationen im Februar/März 1933 übernahm Hübschmann im Sommer 1933 zusammen mit Albert Dühring die illegale Leitung der IAH im Raum Frankfurt. Insbesondere fiel ihm in dieser Stellung die Aufgabe. seine Gesinnungsgenossen mit kommunistischem Schrifttum zu versorgen, zu. Im September 1934 emigrierte er in das Saargebiet, wo er die Organisationsleitung der IAH für das Saargebiet übernahm und Mitglied des Zentralkomitees der saarländischen IAH wurde. Die im Januar 1935 folgende Wiedereingliederung der IAH in das Deutsche Reich im Gefolge einer Volksabstimmung des zuvor seit 1919 unter Verwaltung des Völkerbundes stehenden Territoriums, bei dem die Mehrheit für einen Anschluss an das Reich votierte, zwang ihn zur Flucht nach Frankreich.
Nach einer zeitweisen Internierung in Frankreich kehrte Hübschmann kurzzeitig illegal nach Deutschland zurück, ging dann nach Belgien, wo er für die Rote Hilfe Deutschlands in Brüssel und Antwerpen tätig war. Ende 1936 ging er nach Spanien, wo er mit den Internationalen Brigaden auf Seiten der Republikaner am Spanischen Bürgerkrieg teilnahm. Den Großteil des Krieges verbrachte er als Schreibkraft und Übersetzer beim Brigadekassiererr der XI. Internationalen Brigade Herbert Müller an den Fronten Córdoba, Madrid, Jarama und Guadalajara.
Nach der Niederlage der Republikaner kehrte Hübschmann im Februar 1939 nach Frankreich zurück, wo er in Sankt Cyprien und Gurs erneut interniert, aber schließlich frei gelassen wurde. Nach dem Ausbruch des Zweiten Weltkriegs meldete er sich zum Dienst in der französischen Armee. Im April 1940 wurde er als Soldat in Bordeaux von der französischen Polizei verhaftet und an Deutschland ausgeliefert.
Im November 1941 wurde Hübschmann vor dem Volksgerichtshof wegen fortgesetztem Hochverrat in den Jahren 1933 bis 1940 und freiwilliger Meldung zum Dienst in einer feindlichen Armee angeklagt. In der Sitzung vom 20. Oktober 1941 wurde er für schuldig befunden und zum Tode verurteilt. Die Hinrichtung folgte im Januar 1942 in der Strafanstalt Berlin-Plötzensee. Seine Exekution wurde unter anderem im Völkischen Beobachter vom 24. Januar 1942 bekannt gegeben.